# みやぎ登米農業協同組合
みやぎ登米農業協同組合（みやぎとめのうぎょうきょうどうくみあい）は、宮城県登米市に本店を置く農業協同組合。愛称はJAみやぎ登米。当農協の営業地区は旧津山町を除く登米市の一円である。

## 概要
県内で農産物の販売額が最も多いJA。登米市の指定金融機関である。
みやぎ登米農協は、2016年5月から県北東部（栗っこ、みやぎ登米、南三陸、いしのまき）の合併研究会に参加し検討を重ねていたが、「合併の有効性が確認できない」同年末に研究会を離脱した。その後、2017年3月のみやぎ登米農協理事会において県内の農協を三つに再編する合併構想に関し、参加せず単独で存続する方針を選択した。県北東部の残りの3農協は合併協議を継続するとしている。2019年7月には、本農協を含まない県北（北東部と中西部を合わせた区域）の5農協（北東部からは栗っこ、南三陸、中西部からはみどりの、あさひな、いわでやま）の合併から新みやぎ農業協同組合が発足した。

## 沿革
- 1998年4月1日 - 当時の登米郡の8JAが合併し、みやぎ登米農業協同組合が発足。
- 2015年
  - 6月 - 葬祭会館やすらぎホール「いしこし」オープン。
  - 8月 - 食農伝承館「和」竣工。
- 2023年
  - 3月 - 本店を迫町佐沼から中田町石森に移転